# Finn festők listája
Ez a lista a finn festők nevét tartalmazza ábécé sorrendben.

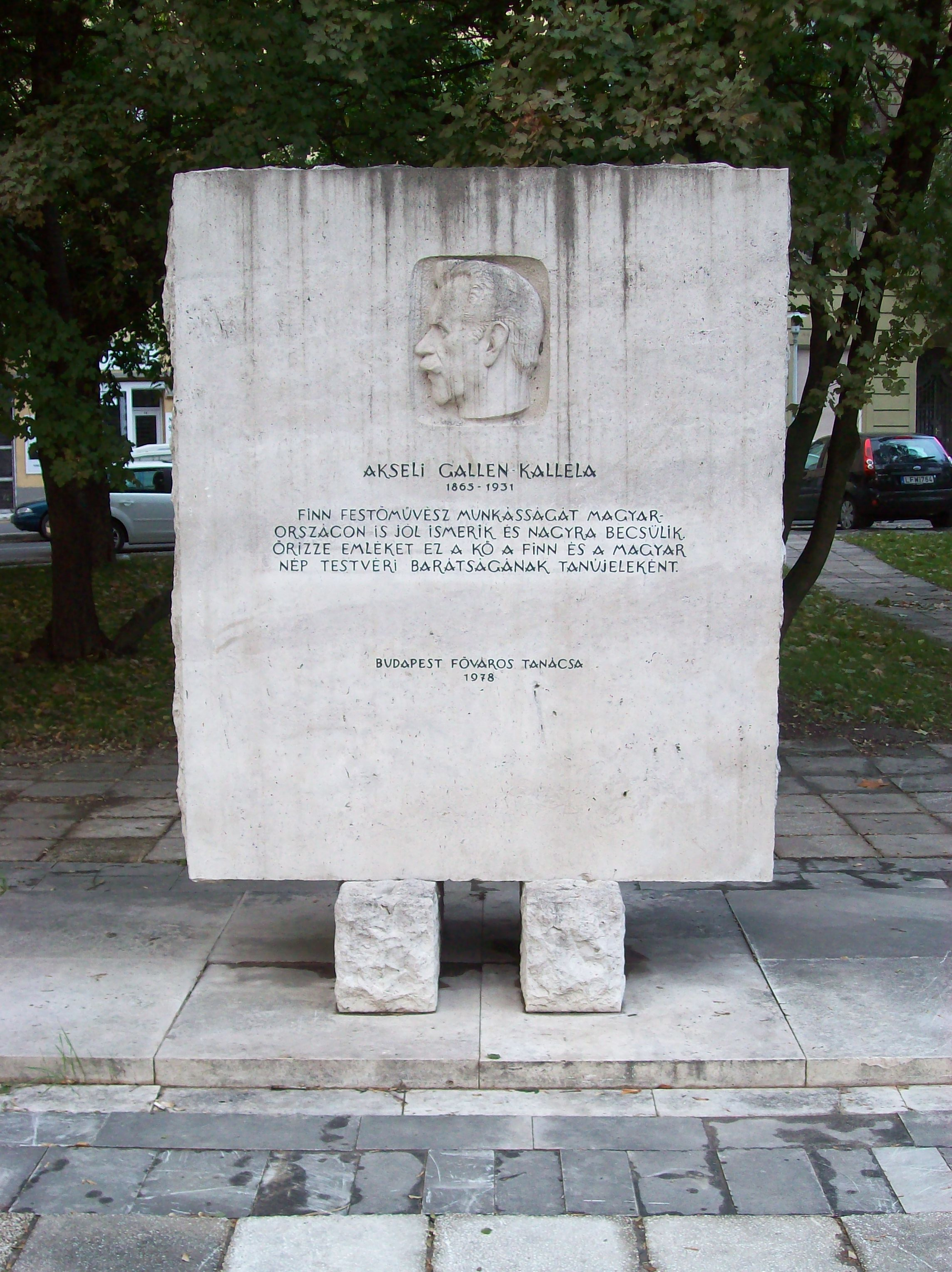
Akseli Gallen-Kallela emlékműve Budapesten

## A

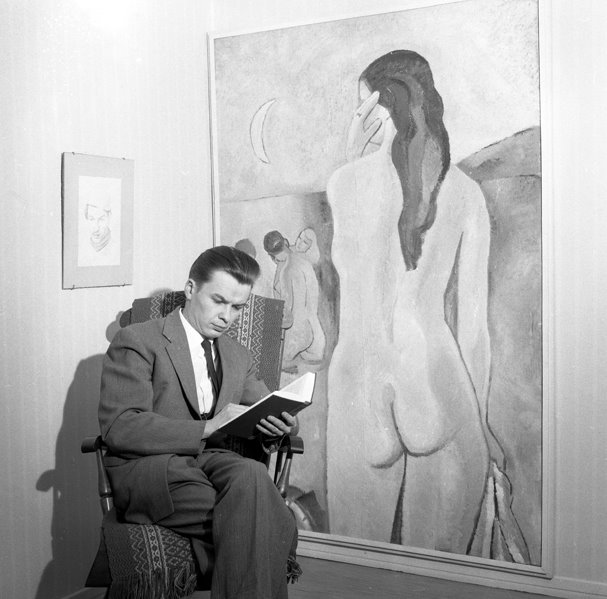
Eeli Aalto (1960)

- Eeli Aalto (1931–)
- Ilmari Aalto (1891–1934)
- Lauri Ahlgrén (1929–2021)
- Fredrik Ahlstedt (1839–1901)
- Urho Ahonurho (1894–1952)
- Taisto Ahtola (1917–2000)
- Heikki Alitalo (1923–2007)
- Immanuel Alm (1767–1809)
- Johan Alm (1728–1810)
- Tor Arne (1934–)
- Helena Arnell (1697–1751)
- Alku Avanto (1907–1984)

## B
- Johan Backman (1706–1768)
- Adolf von Becker (1831–1909)
- Jonas Bergman (1724–1810)
- Gunnar Berndtson (1854–1895)
- Helmi Biese (1867–1933)

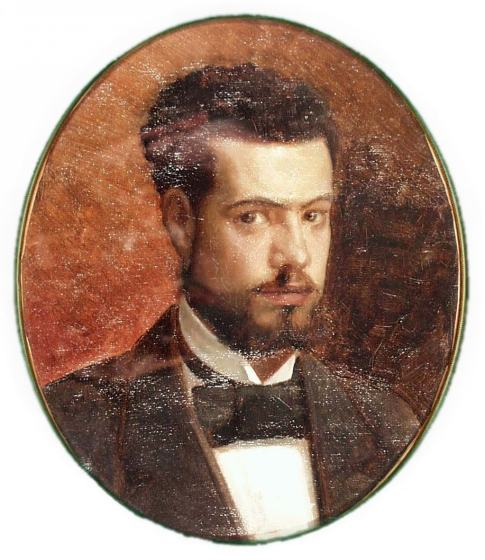
Gunnar Berndtson, Önarckép

- Johan Zacharias Blackstadius (1816–1898)
- Edla Blommér (1817–1908)
- Juhana Blomstedt (1937–2010)
- Aino von Boehm (1892–1939)
- Tuomas von Boehm (1916–2000)
- Elias Brenner (1647–1717)

## C
- Margareta Capsia (1682–1759)
- Birger Carlstedt (1907–1975)
- Wilhelm Maximilian Carpelan (1787–1830)
- Alvar Cawén (1886–1935)
- Eva Cederström (1909–1995)
- Fanny Churberg (1845–1892)
- Marcus Collin (1882–1966)

## D
- Elin Danielson-Gambogi (1861–1919)
- Emil Danielsson (1882–1967)
- Auguste Joseph Desarnod (1812–1850)
- Gösta Diehl (1899–1964)

## E

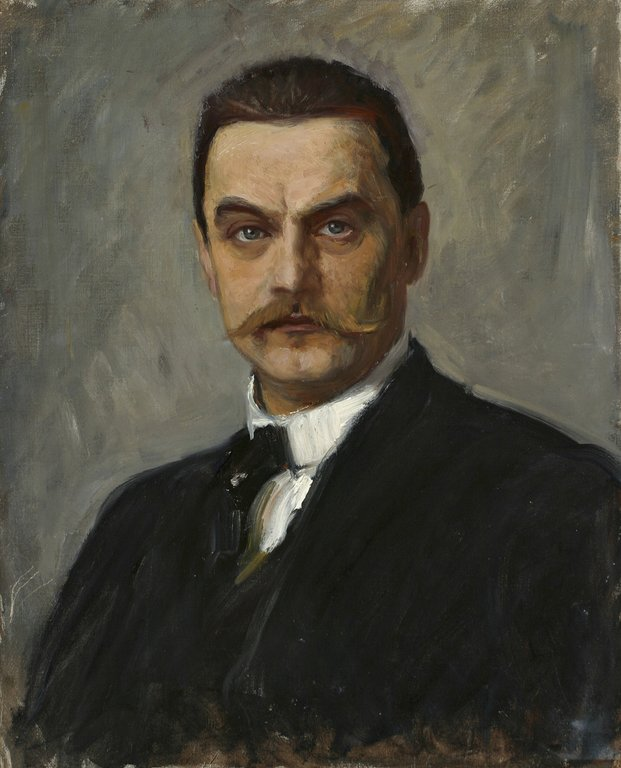
Albert Edelfelt, Önarckép, 1887-90

- Albert Edelfelt (1854–1905)
- Aksel Eino Einola (1894–1948)
- Ragnar Ekelund (1892–1960)
- Robert Wilhelm Ekman (1808–1873)
- Samuel Elmgren (1771–1834)
- Magnus Enckell (1870–1925)
- Cris af Enehielm (1954–)
- Georg Engeström (1921–2008)
- Kaarlo Enqvist-Atra (1879–1961)
- Erik Enroth (1917–1975)
- Uuno Eskola (1889–1958)

## F
- Severin Falkman (1831–1889)
- Mauri Favén (1920–2006)
- Gustaf Wilhelm Finnberg (1784–1833)
- Lennart Forstén (1817–1886)
- Hanna Frosterus-Segerstråle (1867–1946)
- Alexandra Frosterus-Såltin (1837–1916)

## G
- Lars Gallenius (1658–1753)
- Akseli Gallen-Kallela (1865–1931)
- Albert Gebhard (1869–1937)
- Johannes Gebhard (1894–1976)
- Johan Georg Geitel (1683–1971)
- Berndt Godenhjelm (1799–1881)
- Emanuel Granberg (1754–1797)
- Alvar Gullichsen (1961–)

## H

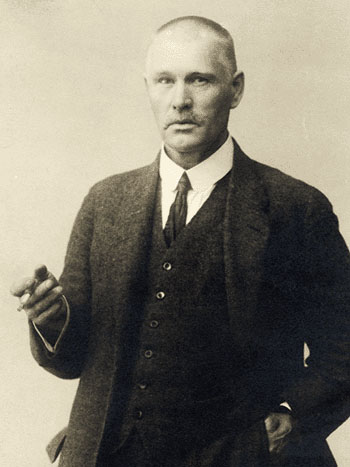
Pekka Halonen (1899)

- Axel Haartman (1877–1969)
- Anna-Liisa Hakkarainen (1946–)
- Aino Hakulinen (1906–1995)
- Pekka Halonen (1865–1933)
- Simo Hannula (1932–2016)
- Johan Erik Hedberg (1767–1823)
- Gustaf Erik Hedman (1777–1841)
- Ester Helenius (1875–1955)
- Reino Hietanen (1932–2014)
- Werner Holmberg (1830–1860)
- Ilmari Huitti (1897–1960)
- Olavi Hurmerinta (1928–2015)

## I
- Einar Ilmoni (1880–1946)
- Martti Innanen (1931–2014)
- Edvard Isto (1865–1905)

## J
- Karl Emanuel Jansson (1846–1874)
- Tove Jansson (1914–2001)
- Lennu Juvela (1886–1979)
- Kari Jylhä (1939–2013)
- Eero Järnefelt (1863–1937)
- Laila Järvinen (1895–1969)

## K

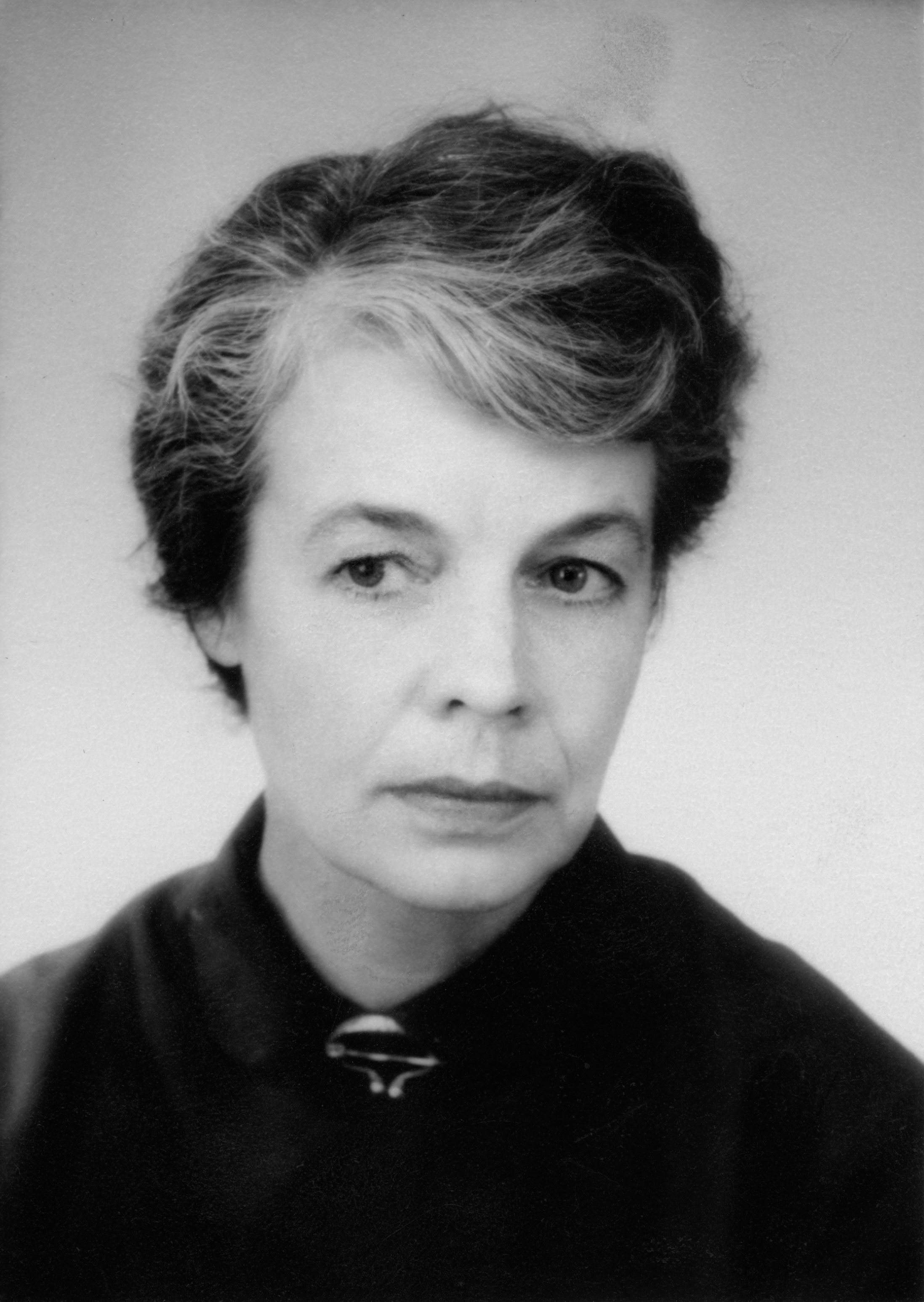
Helmi Kuusi

- Hannu Kaakko (1951–2006)
- Väinö Kamppuri (1891–1972)
- Ole Kandelin (1920–1947)
- Aimo Kanerva (1909–1991)
- Hanna Kantokorpi (1963–)
- Aarno Karimo (1886–1952)
- Jouni Kesti (1946–2015)
- Johan Knutson (1816–1899)
- Ejnar Kohlmann (1888–1968)
- Unto Koistinen (1917–1994)
- Aukusti Koivisto (1886–1962)
- Pentti Koivisto (1917–1961)
- Rudolf Koivu (1890–1946)
- Veli Koljonen (1951–)
- Erkki Koponen (1899–1996)
- Inari Krohn (1945–)
- Pehr Adolf Kruskopf (1805–1852)
- Matti Kujasalo (1946–)
- Sylvi Kunnas (1903–1971)
- Väinö Kunnas (1896–1929)
- Helmi Kuusi (1913–2000)
- Juho Kustaa Kyyhkynen (1875–1909)

## L

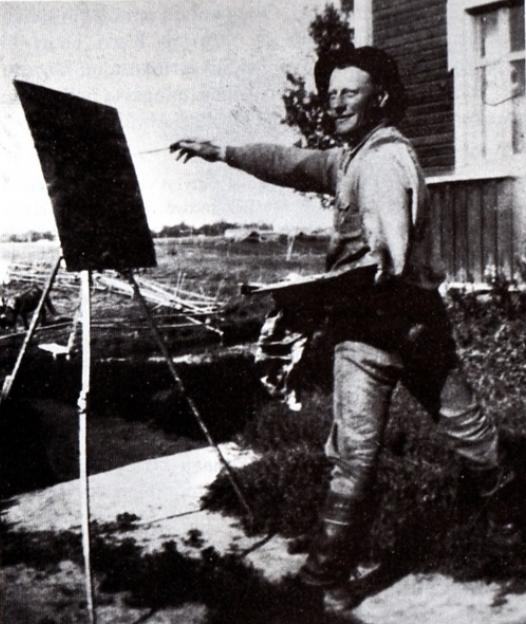
Vilho Lampi munka közben

- Tero Laaksonen (1953–)
- Mikko Laasio (1913–1997)
- Atte Laitila (1893–1972)
- Ilkka Lammi (1976–2000)
- Vilho Lampi (1898–1936)
- Petter Lang (1727–1780)
- Claes Lang (1690–1761)
- Aleksander Lauréus (1783–1823)
- Kuutti Lavonen (1960–)
- Thomas Joachim Legler (1806–1873)
- Kauko Lehtinen (1925–2012)
- Nikolai Lehto (1905–1994)
- Elina Liikanen (1959–)
- Aleksander Lindeberg (1917–2015)
- Johan Erik Lindh (1793–1865)
- Berndt Lindholm (1841–1914)
- Juhani Linnovaara (1934–2022)
- Anitra Lucander (1918–2000)
- Gustaf Lucander (1724–1805)
- Hannu Lukin (1963–)
- Pellervo Lukumies (1935–2018)
- Amélie Helga Lundahl (1850–1914)
- Leena Luostarinen (1949–2013)

## M
- Elvi Maarni (1907–2006)

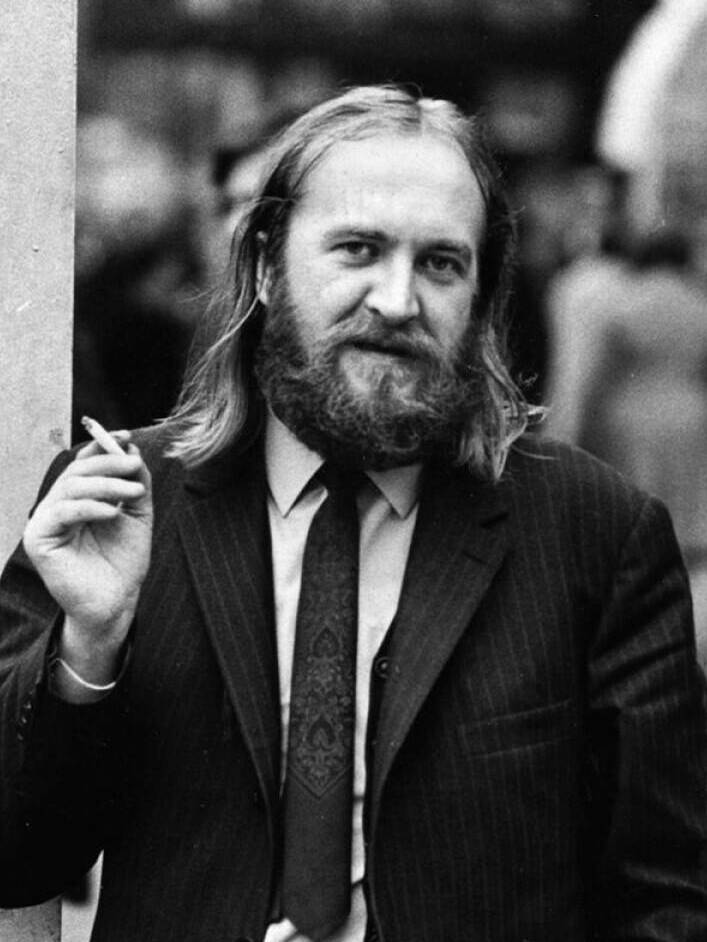
Timo K. Mukka

- Charlotta Malm-Reuterholm (1768–1845)
- Totte Mannes (1933–)
- Onni Mansnerus (1906–1980)
- Olavi Martikainen (1920–1979)
- Veikko Marttinen (1917–2003)
- Åke Mattas (1920–1962)
- Jaakko Mattila (1976–)
- Karl Peter Mazér (1807–1884)
- Pentti Melanen (1917–2003)
- Matti Mikkola (1930–2021)
- Timo K. Mukka (1944–1973)
- Hjalmar Munsterhjelm (1840–1905)
- Helvi Mustonen (1947–)
- Abraham Myra (1639–1684)
- Lars Myra (?–1712)
- Juho Mäkelä (1885–1943)
- Marika Mäkelä (1947–)
- Martti Mäki (1947–)
- Otto Mäkilä (1904–1955)
- Didrik Möllerum (1642– kb. 1702)

## N
- Arvo Naatti (1925–2012)
- Jochim Neiman (kb. 1600–1673)
- Eero Nelimarkka (1891–1977)
- Johannes Nevala (1966–)
- Antti Nieminen (1924–2007)
- Jussi Niva (1966–)
- Oskar Nylander (1827–1849)

## O
- Onni Oja (1909–2004)
- Yrjö Ollila (1887–1932)
- Vieno Orre (1920–1984)
- Paul Osipow (1939–)

## P
- Juhani Palmu (1944–2024)
- Kalervo Palsa (1947–1987)
- Samuli Paronen (1917–1974)
- Essi Peltonen (1982–)
- Erkki Pirtola (1950–2016)
- Paavo Pyhtilä (1927–2019)
- Kimmo Pälikkö (1938–)
- Markku Pääkkönen (1955–)

## R

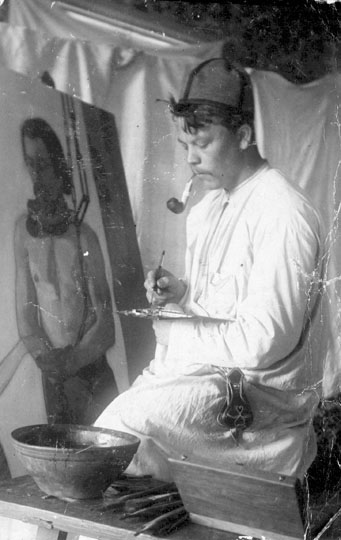
Juho Rissanen (1915)

- Tapani Raittila (1921–2018)
- Silja Rantanen (1955–)
- Einar Reuter (1881–1968)
- Heimo Riihimäki (1907–1962)
- Juho Rissanen (1873–1950)
- Nina Roos (1956–)
- Mathilda Rotkirch (1813–1842)
- Topi Ruotsalainen (1979–)
- Eino Ruutsalo (1921–2001)
- Oskari Räisänen (1886–1950)
- Hannu Rönkkönen (1950–2016)

## S
- Yrjö Saarinen (1899–1958)
- Tyko Sallinen (1879–1955)
- Elsa Salminiitty (1901–1981)
- Armid Sandberg (1876–1927)
- Sigrid Schauman (1877–1979)
- Nils Schillmark (1745–1804)
- Helene Schjerfbeck (1862–1946)
- Olli Seppänen (1921–1968)
- Jaakko Sievänen (1932–2013)
- Hugo Simberg (1873–1917)
- Sulho Sipilä (1895–1949)
- Wilho Sjöström (1873–1944)
- Anita Snellman (1924–2006)
- Venny Soldan-Brofeldt (1863–1945)

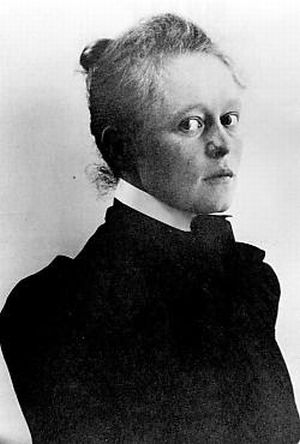
Helene Schjerfbeck az 1890-es években

- Kaarina Staudinger-Loppukaarre (1911–2013)
- Kaj Stenvall (1951–)
- Beda Stjernschantz (1867–1910)
- Vihtori Storck (1911–1993)
- Johan Stålbom (1712–1777)
- Mari Sunna (1972–)
- Ahti Susiluoto (1940–2020)
- Gabriel Gotthard Sweidel (1744–1813)

## T

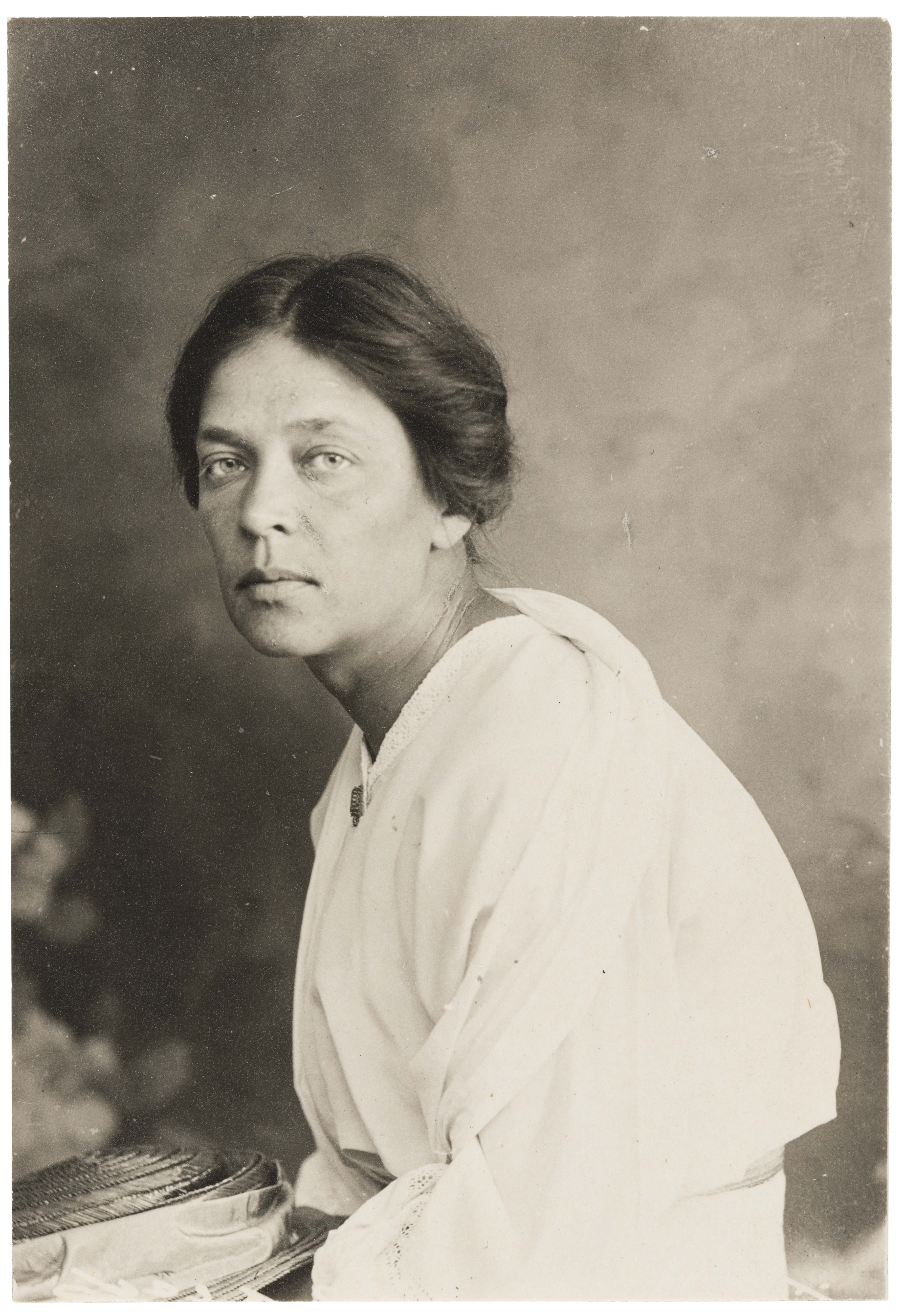
Ellen Thesleff

- Tapani Tamminen (1937–)
- Raili Tang (1950–)
- Marjatta Tapiola (1951–)
- Emanuel Thelning (1767–1831)
- Ellen Thesleff (1869–1954)
- Verner Thomé (1878–1953)
- Esko Tirronen (1934–2011)
- Aukusti Tuhka (1895–1973)
- Heikki Tuomela (1922–1991)
- Alpo Tuomisto (1937–2021)
- Veikko Törmänen (1945–)
- Mika Törönen (1968–)

## U
- Ragnar Ungern (1885–1955)
- Aukusti Uotila (1858–1886)

## V
- Sam Vanni (1908–1992)
- Eric Vasström (1887–1958)
- Veikko Vionoja (1909–2001)
- Kaarlo Vuori (1863–1914)

## W
- Isak Wacklin (1720–1758)
- Dora Wahlroos (1870–1947)
- Rafael Wardi (1928–2021)
- Matti Eliel Warén (1891–1955)
- Einari Wehmas (1898–1955)
- Martta Wendelin (1893–1986)
- Victor Westerholm (1860–1919)

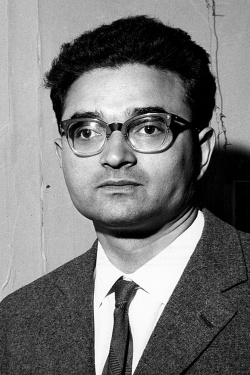
Rafael Wardi (1963)

- Erik Westzynthius, ifj. (1743–1787)
- Erik Westzynthius, id. (1711–1757)
- Sigurd Wettenhovi-Aspa (1870–1946)
- Fridolf Weurlander (1851–1900)
- Maria Wiik (1853–1928)
- Kaapo Wirtanen (1886–1959)
- Ferdinand von Wright (1822–1906)
- Magnus von Wright (1805–1868)
- Wilhelm von Wright (1810–1887)

## Y
- Signe Yletyinen (1900–1985)